# Eisvogel-Klasse
Die Eisvogel-Klasse bestand aus zwei Eisbrechern der Klasse 721, die von 1961 bis 2006 für die Bundesmarine / Deutsche Marine im Dienst waren. Die Eisvogel ist seit 2010 als ziviler Schlepper in Triest eingesetzt.

## Allgemeines
Die beiden Schiffe wurden 1958 für jeweils 4 Mio. DM bei der Hitzler Werft in Lauenburg in Auftrag gegeben (Baunummern 645 und 646). Der Rumpf hat eine typische Schlepperform und ist durch fünf Schotte in sechs Abteilungen unterteilt.
Während ihrer Dienstzeit bei der Deutschen Marine wurden die beiden Schiffe überwiegend als Schlepper in den Marinestützpunkten, als Schlepper von Seezielschießscheiben und im Winter als Eisbrecher eingesetzt. Die Ausrüstung bestand aus einer Unwucht-Stampfanlage mit 2 Exzenterrädern im Vorschiff, einer Schleppeinrichtung mit einem Pfahlzug von 20 tbp und einer Plattform für ein 40-mm-Bofors-Geschütz hinter den Brückenaufbauten.

## Einheiten
- 721/01  /   Eisvogel (A 1401)

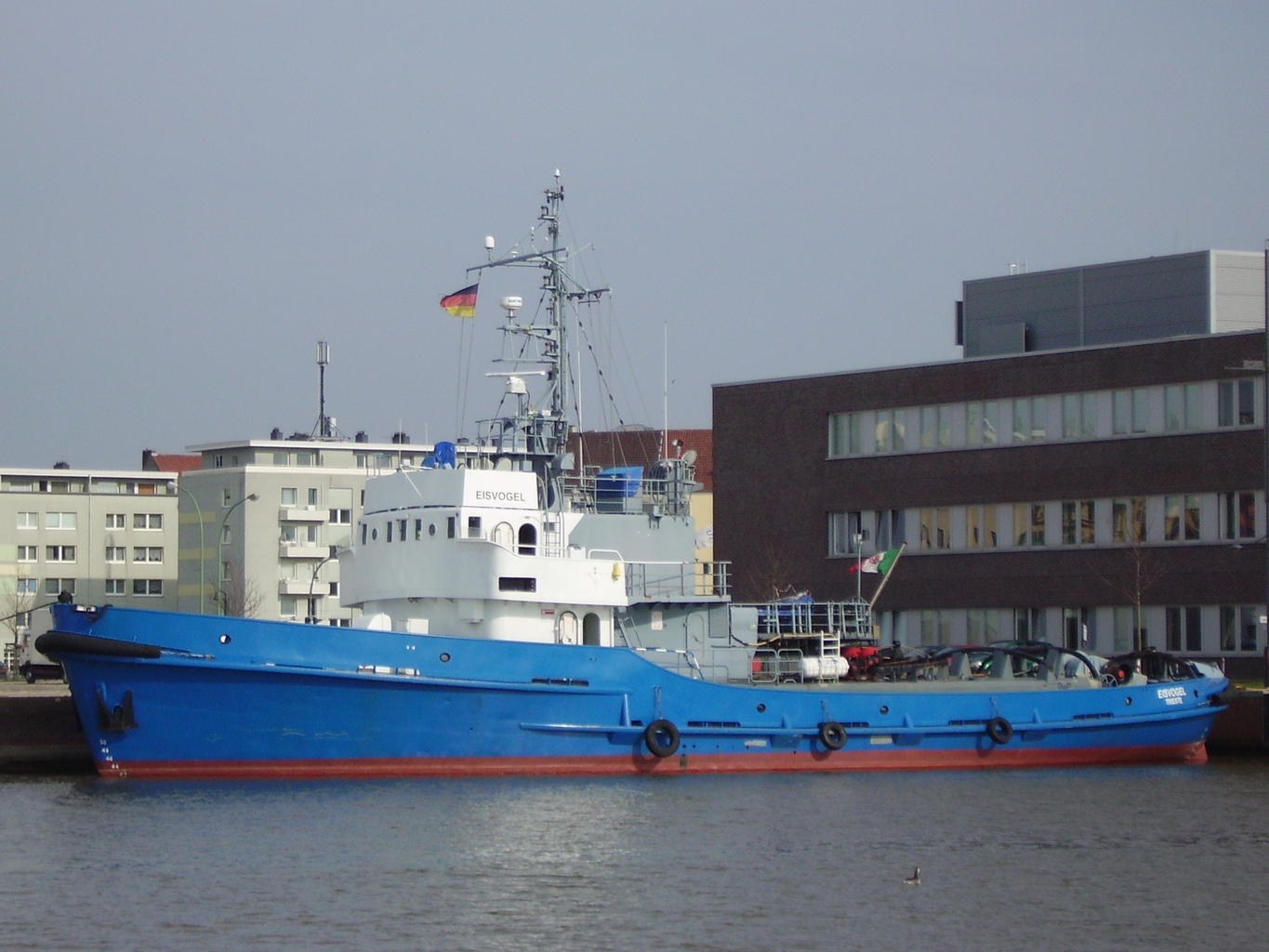
Eisvogel nach Umbau mit Heimathafen Triest

Das Typschiff dieser Klasse lief am 28. April 1960 vom Stapel und wurde am 11. März 1961 für das Kommando der Troßschiffe in Dienst gestellt. Später war die Eisvogel dem Marinestützpunktkommando Kiel unterstellt. 
Nach der Außerdienststellung am 3. März 2006 war die Eisvogel zunächst in Wilhelmshaven aufgelegt und wurde dann über die VEBEG an private Eigner verkauft. Nach einer Modernisierung ist das Schiff seit 2010 in Triest registriert und als Schlepper für Lucatelli Towing & Salvage im Einsatz.
- 721/02  Eisbär (A 1402)

Das zweite Schiff wurde parallel gebaut und lief am 9. Juni 1960 vom Stapel. Die Indienststellung für das Kommando der Troßschiffe erfolgte am 1. November 1961. Die Eisbär wechselte 1967 zum Marinestützpunktkommando Borkum und nach dessen Auflösung 1996 zum Marinestützpunktkommando Wilhelmshaven. Nach der Außerdienststellung am 30. Oktober 1997 wurde das Schiff über die VEBEG in die Niederlande verkauft.